# Байкал (Аургазинский район)
Байкал (баш. Байкал) — деревня в Балыклыкульском сельсовете Аургазинского района Республики Башкортостан России.
С 2005 современный статус.

## История
Название происходит от лимнонима Байкал.
Статус деревня, сельского населённого пункта, посёлок получил согласно Закону Республики Башкортостан от 20 июля 2005 года N 211-з «О внесении изменений в административно-территориальное устройство Республики Башкортостан в связи с образованием, объединением, упразднением и изменением статуса населенных пунктов, переносом административных центров», ст.1:

6. Изменить статус следующих населенных пунктов, установив тип поселения — деревня:

5) в Аургазинском районе:…

з) поселка Байкал Балыклыкульского сельсовета

## Население
| 2002 | 2009 | 2010 |
| ---- | ---- | ---- |
| 66   | ↘63  | ↘53  |

Национальный состав
Согласно переписи 2002 года, преобладающая национальность — татары (95 %).

## Географическое положение
Расстояние до:
- районного центра (Толбазы): 15 км,
- центра сельсовета (Балыклыкуль): 6 км,
- ближайшей железнодорожной станции (Стерлитамак): 40 км.